# حقل كهرطيسي
الحقل الكهرطيسي أو الحقل الكهرومغناطيسي (بالإنجليزية: Electromagnetic field)‏ هو حقل فيزيائي ينشأ بسبب الجسيمات المشحونة كهربائياً، بحيث أنّ أي شحنة تخترق، أو تمر من هذا المجال فإنها تتأثر بقوة مغناطسية يكون اتجاهها عموديا على اتجاه سرعتها، وتجاه المجال معاً، بالإضافة إلى قوة كهربائية يكون اتجاهها نفس تجاه المجال، ويمكن تسمية محصلة هاتين القوتين بقوة لورنتز.
والقوة المغناطيسية المؤثرة في الشحنة المارة في المجال تعطى بهذه العلاقة:
{\displaystyle {\vec {F_{B}}}=q.{\vec {v}}\times {\vec {B}}}
بينما القوة الكهربائية تعطى بالعلاقة التالية:
{\displaystyle {\vec {F_{e}}}=q.{\vec {E}}}
فتكون قوة لورنتز مقداراً واتجاهاً عبارة عن الجمع الاتجاهي بين القوتين.

## البنية
يمكن أن يُعرض المجال الكهرومغناطيسي بطريقتين مختلفتين: بنية مستمرة أو بنية منفصلة.

### البنية المستمرة
يُعتقد -من الناحية الكلاسيكية- أن الحقول الكهربائية والمغناطيسية تَنتج عن حركات سلسة للأجسام المشحونة. على سبيل المثال، تُنتج الشحنات المتذبذبة اختلافات في المجالات الكهربائية والمغناطيسية يمكن اعتبارها سلسة ومستمرة وموجية. تُنقل الطاقة في هذه الحالة باستمرار من خلال المجال الكهرومغناطيسي بين أي موقعين. على سبيل المثال، تُظهر ذرات المعدن في جهاز إرسال موجات الراديو نقل الطاقة بشكل مستمر. هذا مفيد إلى حد ما (إشعاع التردد المنخفض)، ولكن توجد مشاكل في الترددات العالية مثل كارثة الأشعة فوق البنفسجية.

## بنية منفصلة
يكون المجال الكهرومغناطيسي مشوهًا. كشفت التجارب أن نقل الطاقة الكهرومغناطيسية في بعض الظروف يوصف على أنه يتم في شكل حزم تسمى كوانتا -الفوتونات في هذه الحالة- بتردد ثابت. تربط علاقة بلانك طاقة الفوتون «إي» للفوتون بترددها «إف» بالمعادلة:
{\displaystyle E=\,hf}
حيث «إتش»: ثابت بلانك، و«إف»: تردد الفوتون.
على الرغم من أن بصريات الكم تخبرنا أنه يوجد أيضًا تفسير شبه كلاسيكي للتأثير الكهروضوئي -انبعاث الإلكترونات من الأجسام الصلبة والسائلة والغازية عند امتصاص الطاقة من الضوء، حيث تسمى الإلكترونات المنبعثة من هذه الظاهرة بالإلكترونات الضوئية- فقد استُخدم الفوتون تاريخيًا (وإن لم يكن بالضرورة) في شرح بعض الملاحظات. وُجد أن زيادة شدة الإشعاع الساقط (طالما بقي واحدًا في النظام الخطي) يزيد فقط من عدد الإلكترونات المنبعثة، وليس له أي تأثير على توزيع الطاقة المقذوفة. تردد الإشعاع فقط هو الذي يرتبط بطاقة الإلكترونات المقذوفة.
أثبتت هذه الصورة الكمومية للمجال الكهرومغناطيسي -التي تعامله كإشارات تماثلية حسب الهزاز التوافقي- نجاحًا كبيرًا، ما أدى لبزوغ الديناميكا الكهربائية الكمومية، وهي نظرية المجال الكمومي التي تصف تفاعل الإشعاع الكهرومغناطيسي مع المادة المشحونة. وأدت الصورة الكمومية للمجال الكهرومغناطيسي أيضًا إلى بزوغ البصريات الكمومية، والتي تختلف عن الديناميكا الكهربية الكمومية من حيث أن المادة نفسها مصاغة باستخدام ميكانيكا الكم بدلاً من نظرية المجال الكمومي.

## النظرية الديناميكية للمجال الكهرومغناطيسي
كان يُعتقد في الماضي أن الأجسام المشحونة كهربائيًا تُنتج نوعين مختلفين وغير مرتبطين من المجالات حسب نوع الشحنة. يَنتج المجال الكهربائي عندما تكون الشحنة ثابتة بالنسبة لمراقب يقيس خصائص الشحنة، ويَنتج المجال المغناطيسي والمجال الكهربائي والتيار الكهربائي عندما تتحرك الشحنة بالنسبة للمراقب.
أُدرك بمرور الوقت أن المجالين الكهربائي والمغناطيسي مكوِّنان ضمن الدائرة الكبيرة (المجال الكهرومغناطيسي). حتى عام 1820 كان يُنظر إلى الكهرباء والمغناطيسية كظواهر غير مرتبطة ببعضها، حتى أظهر الفيزيائي الدنماركي هانز كريستيان أورستد التأثير المغناطيسي للتيار الكهربائي، إذ قام بتجربة بينت أن مجالًا مغناطيسيًا يمكنه أن يؤثر في البوصلة يتولد حول السلك إذا ما مر في هذا السلك تيار كهربائي. لاحظ العالم مايكل فاراداي في عام 1831 أن الحقول المغناطيسية المتغيرة مع الوقت يمكن أن تولّد التيارات الكهربائية. وبعد ذلك نشر جيمس كليرك ماكسويل في عام 1864 ورقته الشهيرة النظرية الديناميكية للمجال الكهرومغناطيسي.
بمجرد إنتاج هذا المجال الكهرومغناطيسي من توزيع شحني معطى؛ قد تواجه جسيمات مشحونة أو ممغنطة أخرى في هذا المجال قوة، فإذا كانت هذه الشحنات والتيارات الأخرى مماثلة في الحجم والقيمة للمصادر المنتجة للمجال الكهرومغناطيسي، فسيتم إنتاج مجال كهرومغناطيسي جديد، وبالتالي يمكن النظر إلى المجال الكهرومغناطيسي ككيان ديناميكي يؤدي إلى تحريك الشحنات والتيارات الأخرى، ويتأثر بها أيضًا. يتم وصف هذه التفاعلات بواسطة معادلات ماكسويل وقانون قوة لورنتز.

## الوصف الرياضي
هناك طرق رياضية مختلفة لوصف المجال الكهرومغناطيسي رياضيًا. أول طريقة هي اعتبار المجالين الكهربائي والمغناطيسي متجهين مجاليّين ثلاثيي الأبعاد. لكل متجه من متجهات المجال هذه قيمة محددة في كل نقطة من الزمان والمكان، وبالتالي غالبًا ما تعتبر توابع بالنسبة للمكان والزمان. مثال: تتم كتابة المجال الكهربائي
(E (x, y, z, t)))، والمجال المغناطيسي (B (x, y, z, t))).
إذا كان المجال الكهربائي (E) فقط غير صفري، وكان ثابتًا بالنسبة للزمن؛ يُقال إن المجال هو مجال كهروستاتيكي. وبالمثل، إذا كان المجال المغناطيسي (B) فقط غير صفري وكان ثابتًا بالنسبة للزمن؛ يُقال إن المجال مجال مغناطيسي ساكن. إذا كان أي من المجالين الكهربائي أو المغناطيسي تابع للزمن؛ يجب اعتبار كلا المجالين معًا كمجال كهرومغناطيسي باستخدام معادلات ماكسويل.
مع ظهور النسبية الخاصة، ظهرت الموترات أو التنسورات في ميدان الفيزياء أولًا ثم التقطها الرياضيون بعد ذلك وهذبوها ونقوها من التناقضات وصارت بعد ذلك موضوعًا رياضيًا. وكان لألبرت آينشتاين دور كبير في شهرة حساب الموترات لأنه استخدم هذا الحساب في نظريته النسبية الخاصة. يمكن كتابة معادلات ماكسويل في شكل موترات، ويُنظر إليها بشكل عام من قبل علماء الفيزياء كوسيلة أكثر أناقة للتعبير عن القوانين الفيزيائية.
يخضع سلوك المجالات الكهربائية والمغناطيسية سواء في حالات الكهرباء الساكنة أو المغناطيسية الساكنة أو الديناميكا الكهربائية (المجالات الكهرومغناطيسية) لمعادلات ماكسويل. معادلات ماكسويل في شكل متجهات:
{\displaystyle \nabla \cdot \mathbf {E} ={\frac {\rho }{\varepsilon _{0}}}}
{\displaystyle \nabla \cdot \mathbf {B} =0}
{\displaystyle \nabla \times \mathbf {E} =-{\frac {\partial \mathbf {B} }{\partial t}}}
{\displaystyle \nabla \times \mathbf {B} =\mu _{0}\mathbf {J} +\mu _{0}\varepsilon _{0}{\frac {\partial \mathbf {E} }{\partial t}}}
حيث:
• {\displaystyle \rho }: كثافة الشحنة، والتي تعتمد في الغالب على الزمن والموقع.
• {\displaystyle \epsilon _{0}}: سماحية الفراغ.
• {\displaystyle \mu _{0}}: النفاذية المغناطيسية للفراغ.
• J: متجه الكثافة التيارية، ويعتمد غالبًا على الزمن والموقع.
الوحدات المستخدمة أعلاه هي وحدات النظام العالمي القياسي للواحدات. تتغير الثوابت (النفاذية المغناطيسية وسماحية الفراغ) في معادلات ماكسويل إذا كانت المواد خطية، وغالبًا ما تُمثّل هذه الثوابت بأعداد مركبة، أو تينسور داخل المواد الأخرى التي تمتلك استجابات أكثر تعقيدًا للحقول الكهرومغناطيسية.